# Белл-Кейк, Тина
Тина Моэваи Белл-Кейк (англ. Tina Moewai Bell-Kake; род. 30 июня 1967, Таумаруни, Манавату-Уангануи) — новозеландская хоккеистка на траве, полевой игрок. Участник летних Олимпийских игр 1992 и 2000 годов.

## Биография
Тина Белл-Кейк родилась 30 июня 1967 года в новозеландском городе Таумаруни.
Играла в хоккей на траве за «Хокс-Бэй».
В 1992 году вошла в состав женской сборной Новой Зеландии на летних Олимпийских играх в Барселоне, занявшей 8-е место. Играла в поле, провела 5 матчей, забила 1 мяч в ворота сборной Великобритании.
В 1998 году участвовала в чемпионате мира в Утрехте, где новозеландки заняли 6-е место. Забив 4 мяча, вместе с Мэнди Смит стала лучшим снайпером команды.
В 1998 году завоевала бронзовую медаль хоккейного турнира Игр Содружества в Куала-Лумпуре.
В 2000 году вошла в состав женской сборной Новой Зеландии по хоккею на траве на летних Олимпийских играх в Сиднее, занявшей 6-е место. Играла в поле, провела 7 матчей, забила 2 мяча (по одному в ворота сборных Китая и Аргентины).
В 1992—1995 годах провела за женскую сборную Новой Зеландии 44 матча.
По окончании игровой карьеры работает тренером. В начале 2010-х годов вместе с мужем трудилась в Гонконге.